# سرداحي (ويس)
سرداحي (بالفارسية: سرداحی) هي منطقة سكنية تقع في إيران في قسم ويس الريفي. يقدر عدد سكانها بـ 157 نسمة بحسب إحصاء 2016.